# 1995년 OB 베어스 시즌
1995년 OB 베어스 시즌은 OB 베어스가 KBO 리그에 참가한 14번째 시즌이다. 김인식 감독이 취임한 첫 시즌이며, 이명수가 주장으로 선임되었는데 백인천 전 LG 감독이 윤동균 감독 후임 물망에 거론됐으나   너무 강한 개성 탓인지 탈락했다. 팀은 LG 트윈스에 반 경기 차로 앞서 정규 시즌 1위를 기록했으며, 한국시리즈에서 롯데 자이언츠를 4승 3패로 누르고 창단 2번째 통합 우승을 달성했다.

## 타이틀
- 한일 슈퍼게임 국가대표: 김상진, 권명철, 이명수, 김민호, 김상호, 심정수
- KBO MVP: 김상호
- KBO 골든글러브: 이명수 (2루수), 김민호 (유격수), 김형석 (지명타자)
- 올스타 선발: 김상진 (투수), 이명수 (2루수), 김민호 (유격수)
- 올스타전 추천선수: 강병규, 김상호
- 한국시리즈 MVP: 김민호
- 컴투스프로야구 레전드 카드: 김상진
- 컴투스프로야구 두산 베어스 베스트 라인업: 김상진 (중계투수)
- 출장(타자): 김상호 (126)
- 타석: 김상호 (565)
- 실질타석: 김상호 (556)
- 타수: 김상호 (504)
- 홈런: 김상호 (25)
- 루타: 김상호 (239)
- 타점: 김상호 (101)
- 완투: 김상진 (13)
- 완봉: 김상진 (8)
- 선발 GSC: 김상진 (5월 23일 한화전, 108)

### 퓨처스리그
- 출장(타자): 한상원 (60)
- 북부리그 타석: 한상원 (217)
- 북부리그 타수: 한상원 (205)
- 타율: 이보형 (0.345)
- 장타율: 이보형 (0.619)
- OPS: 이보형 (1.001)
- 안타: 한상원 (66)
- 1루타: 한상원 (58)
- 북부리그 2루타: 이보형 (13)
- 북부리그 3루타: 이보형 (3)
- 홈런: 이보형 (9)
- 북부리그 세이브: 마원성 (5)
- 이닝: 김유봉 (103.2)
- 상대한 타자 수: 김유봉 (426)
- 북부리그 탈삼진: 김유봉 (64)
- 평균자책점: 마원성 (1.83)

## 선수단
- 선발투수 : 김상진, 권명철, 강병규, 박철순, 송재용, 장호연
- 구원투수 : 진필중, 한태균, 홍우태, 나영철, 김익재, 류택현, 홍길남, 이광우
- 마무리투수 : 이용호, 김경원, 강길용, 김유봉
- 포수 : 이도형, 김태형, 김광현, 송명철, 박현영
- 1루수 : 김종석
- 2루수 : 이명수, 전형도, 윤기수
- 유격수 : 김민호
- 3루수 : 안경현, 임형석, 추성건, 소상영
- 좌익수 : 김상호
- 중견수 : 장원진, 정수근
- 우익수 : 심정수, 김종성, 함석원, 강형석
- 지명타자 : 김형석, 서석영, 김정규, 이보형

## 특이 사항
- 김상진은 총 8번의 완봉을 기록해 역대 단일 시즌 최다 완봉 타이 기록을 세웠다.
- 이 시즌에 1994년 OB 베어스 항명 파동의 여파로 윤동균의 등번호 10번이 영구 결번에서 해제되었다. 영구 결번 해제는 KBO 리그에서 처음 있는 일이었다.
- 김상호는 KBO 리그 사상 최초로 단일 시즌 100삼진을 당했으며, KBO 리그 사상 최초로 단일 시즌 500타수를 소화했다.
- 이 시즌은 KBO 리그 사상 6번째로 규정 타석을 채운 야수 전원이 WAR 양수를 기록한 시즌이다. 그 중 가장 WAR이 낮았던 김형석은 WAR 1.21을 기록했다.
- 장호연은 이 시즌을 끝으로 은퇴하여 OB 베어스 사상 통산 최고 WAR(27.20) 기록을 세웠다.
- 김상호는 이 시즌 쌍방울 레이더스와의 경기에서 29타점을 기록하여 단일 시즌 쌍방울 레이더스와의 경기에서 최다 타점을 기록한 선수가 되었다.
- 김민호는 이 시즌 쌍방울 레이더스와의 경기에서 도루를 6번 저지당해 단일 시즌 쌍방울 레이더스와의 경기에서 최다 도루저지를 당한 선수가 되었다.
- 당시 만 18세였던 정수근은 포스트시즌에서 장타율 1.000을 기록한 KBO 리그 최초의 10대 타자가 되었다.
- 1996 신인드래프트에서 구단 사상 최초의 고졸우선지명으로 김선우, 박명환, 한명윤을 지명하여 영입했다.

## 같이 보기
- 1991년 OB 베어스 시즌